# Tou
Usada en algunas artes marciales. Es un haz de cañas o bambú atados por ambos extremos con una cuerda de paja. En su practica se ataca el haz de cañas con la mano. El ejercicio fortalece la punta de los dedos. Aunque podemos agarrar también un trozo de caña o de bambú y ,tras atacar, intentar tirar de él hacía nosotros.
También es una expresión muy común en Barlovento, municipio situado en el noreste de la isla de San Miguel de La Palma (Islas Canarias, España), con el fin de expresar asombro o susto. 
- Datos: Q85878684